# 波爾塔瓦 (庫皮揚斯克區)
49°33′24″N 37°15′18″E / 49.55667°N 37.25500°E
波爾塔瓦（烏克蘭語：Полтава）是位於烏克蘭東部的村莊，由哈爾科夫州庫皮揚斯克區的舍夫琴科韦市镇負責管轄。該村始建於1850年，面積0.09平方公里，海拔高度109米，2001年人口145，人口密度每平方公里1,611.1人。